# Mut
Mut, auch Wagemut oder Beherztheit, bedeutet, dass man sich traut und fähig ist, etwas zu wagen, das heißt, sich beispielsweise in eine gefahrenhaltige, mit Unsicherheiten verbundene Situation zu begeben.
Diese kann eine aktivierende Herausforderung darstellen wie der Sprung von einem Fünfmeterturm ins Wasser oder die Bereitschaft zu einer schwierigen Prüfung (individueller Hintergrund). Sie kann aber auch in der Verweigerung einer unzumutbaren oder schändlichen Tat bestehen.

## Etymologie
Das Wort „Mut“ stammt aus indogermanisch mo- = sich mühen, starken Willens sein, heftig nach etwas streben > germanisch moda-, mōþa-, mōþaz, mōda-, mōdaz = Sinn, Mut, Zorn > althochdeutsch muot = Sinn, Seele, Geist, Gemüt, Kraft des Denkens, Empfindens, Wollens.

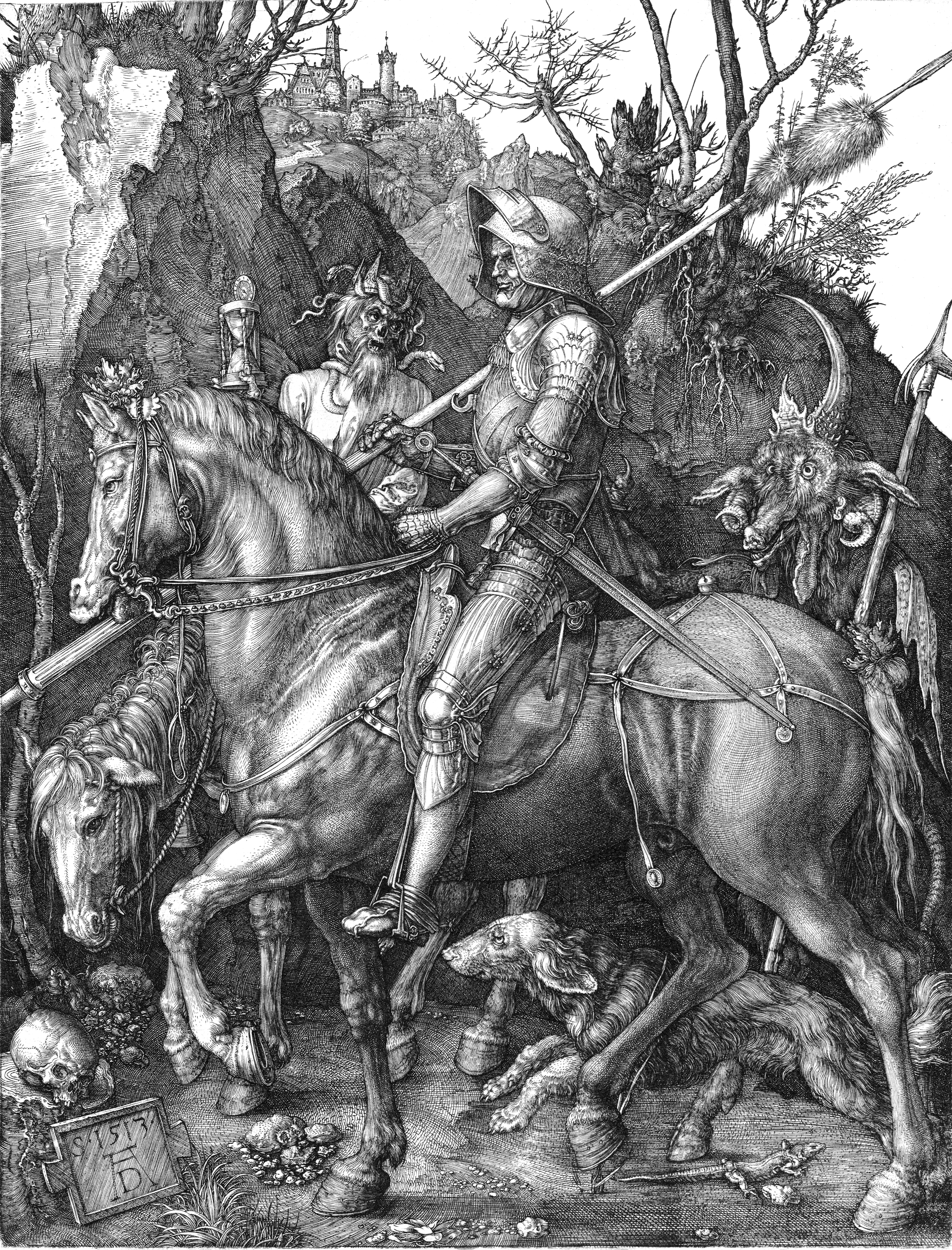
Albrecht Dürer: Der Reuter (Ritter, Tod und Teufel), Kupferstich von 1513: Der Bedrohungen widerstehende Ritter

Im Hochmittelalter (12./13. Jahrhundert) wird der Mut in der epischen Dichtung und im Minnesang als hôher muot in der Bedeutung von Hochherzigkeit und Edelmut zur Tugend, die den „edlen Ritter“ kennzeichnet, wie ihn etwa Hartmann von Aue in seinen Epen Erec (ca. 1190–1192) und Iwein (ca. 1200) oder Wolfram von Eschenbach in seinem Parzival (1200–1210) als Idealbild des Rittertums dargestellt haben. Nach dem Literaturwissenschaftler Benno von Wiese verherrlichen auch die Minnedichter den hôhen muot als ethische Grundlage und typische Charaktereigenschaft des „edlen Ritters ohne Furcht und Tadel“, der sein Leben uneigennützig dem Kampf gegen Unrecht aller Art und dem Schutz von Hilfsbedürftigen widmet.
Das Abgleiten des Rittertums in das Raubrittertum spiegelt sich auch in der Veränderung der Sprachgebung und einem Bedeutungswandel der Begriffe: War die hochmittelalterliche Ethik und der hôhe muot  von der mâze (dem Maßhalten) bestimmt, so griffen im 14. Jahrhundert das Maß übersteigende Eitelkeit, Rauflust und Besitzgier um sich. Der hôhe muot wurde zum Hochmut, Hochgemuotheit nahm die Bedeutung Arroganz an. Es entstanden in der Neuzeit Sprichwörter wie „Hochmut und Stolz wachsen auf einem Holz“.
Die weitere Sprachentwicklung schuf im Neuhochdeutschen ein umfangreiches Wortfeld, das entweder mehr die Stimmungslage eines Menschen in den Blick nehmen und differenziert wiedergeben konnte (Großmut, Sanftmut, Langmut, Hochmut, Schwermut etc.) oder seine Willenskräfte ansprach (Wagemut, Freimut, Wankelmut, Übermut, Kampfesmut etc.). In entsprechenden Wortzusammensetzungen konnten die Begriffe in Abhängigkeit von der mittelalterlichen mâze eine positive, aber auch negative Bedeutung annehmen. Der abgeleitete Begriff Gemüt (vgl. Thymos) ermöglichte es auch, eine bestimmte (gesellschaftliche oder partnerschaftliche) Atmosphäre zu beschreiben (gemütlich, gemütvoll) oder eine Persönlichkeitsausstrahlung wiederzugeben (Anmut).
Der heutige Grundbegriff Mut wird, entsprechend der Tugenddefinition von Aristoteles in seinem Werk "Nikomachische Ethik", als wertungsfreie formale Tugend der Mitte gesehen, die zwischen den Zerrformen Übermut und Mutlosigkeit angesiedelt ist. Diese kann eine aktiv gestaltende oder aktiv verweigernde Handlungsrichtung einnehmen und neben dem militärischen auch im zivilen Bereich zum Tragen kommen (Zivilcourage).

## Mut als Handlung und Handlungsverweigerung
Mut ist eine Charaktereigenschaft, die dazu befähigt, sich gegen Widerstand und Gefahren für eine als richtig und notwendig erkannte Sache einzusetzen. Dabei können zwei gegensätzliche Zielrichtungen verfolgt werden: Mut erfordert die Entschlusskraft, nach sorgfältigem Abwägen etwas Unangenehmes oder Gefahrvolles zu tun oder zu verweigern. Beides kann mit Nachteilen für die eigene Person verbunden sein und Opfer erfordern. Im Falle der Entscheidung zu aktivem Handeln kämpft der Mutige für die Durchsetzung eines Rechts, für das Meistern einer gefährlichen Situation oder für die Realisierung eines Wertes gegen Widerstände und Bedrohungen. Im Falle der Handlungsverweigerung besteht der Mut darin, einem als Unrecht (z. B. Aufforderung zum Kaufhausdiebstahl), als wertlos (z. B. destruktive Mutprobe) oder als gesundheitliche Zumutung (z. B. Gruppenzwang zum Rauchen oder Drogenkonsum) erkannten Tun zu widerstehen. Beiden Ausdrucksformen von Mut kommt der gleiche Rang zu. Beide erfordern Wertbewusstsein, eigenständiges Denken, charakterliche Stärke und Durchsetzungsvermögen.

## Mut und Angst

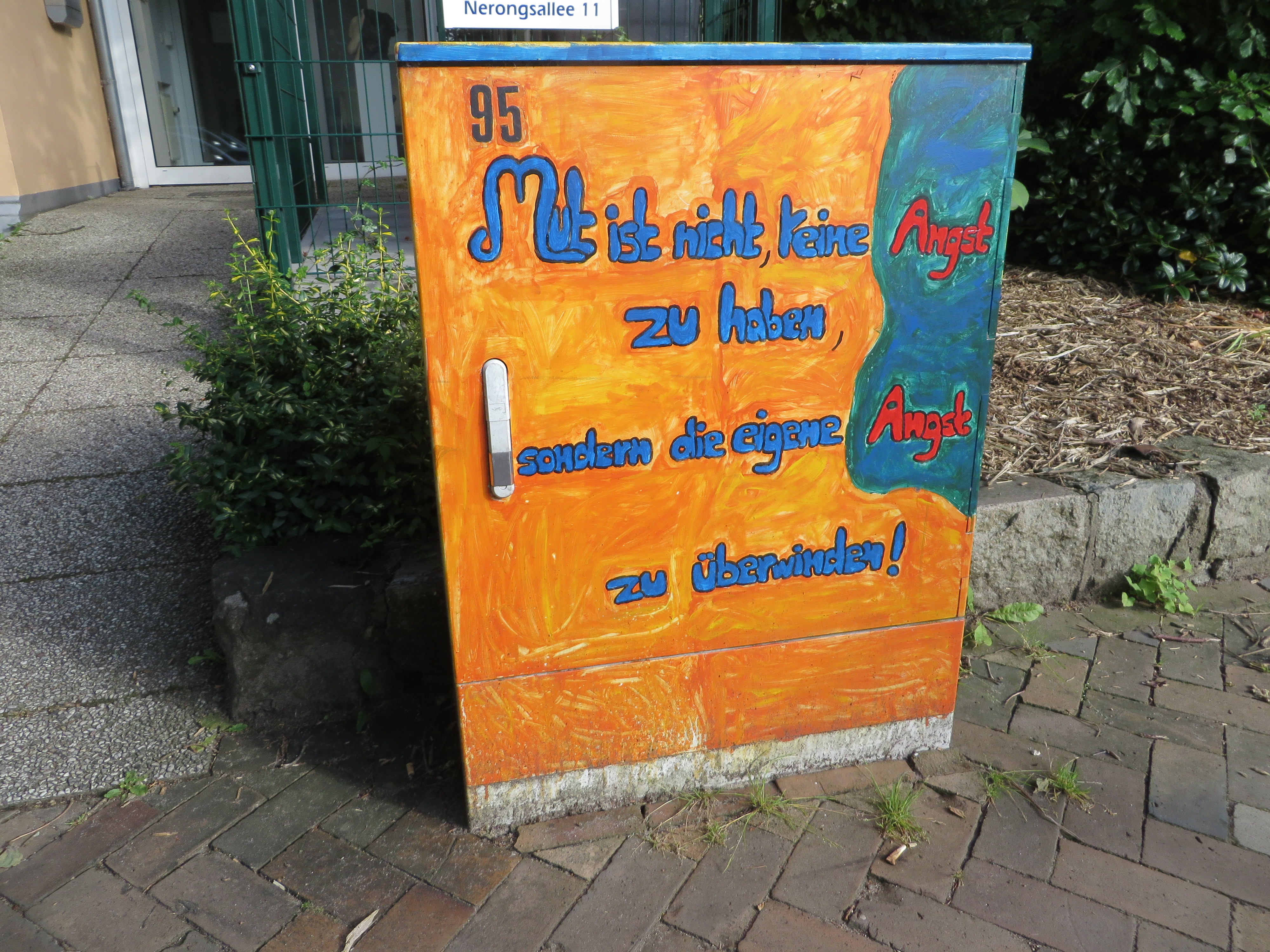
Angst und Mut vor einer Arztpraxis (Beschriftung eines Stromkastens in Flensburg)

Mut und Angst werden bisweilen in einem Widerspruchsverhältnis gesehen. Der Mutige scheint angstfrei zu sein oder zumindest weniger von Angstgefühlen belastet. Diese Vorstellung entspricht nicht der psychischen Wirklichkeit: Angst und Furcht sind keine mit dem Mut unvereinbaren Gemütsverfassungen, sondern im Gegenteil Komponenten im Spannungsgefüge verantwortbaren Wagemuts. Sie kontrastieren miteinander, schließen sich aber nicht gegenseitig aus, sondern ergänzen einander:
Nach Warwitz kommt dem Mut die Funktion des Antriebsfaktors, der Angst die Funktion des Bremsfaktors zu. In der wagnishaltigen Situation müssen beide wie bei der vernünftigen Autofahrt zu einem ausgewogenen Zusammenspiel finden. Um die Handlungsfähigkeit zu gewährleisten, kann Mut auch in der Überwindung unbegründeter oder überhöhter Ängste bestehen. Andererseits hat Angst die Aufgabe, vor einem nicht verantwortbaren Tun zu warnen. Der Mutige beweist Handlungsfähigkeit zwischen den Extremen „Tollkühnheit“ und „Angstlähmung“.

## Mut und Tapferkeit

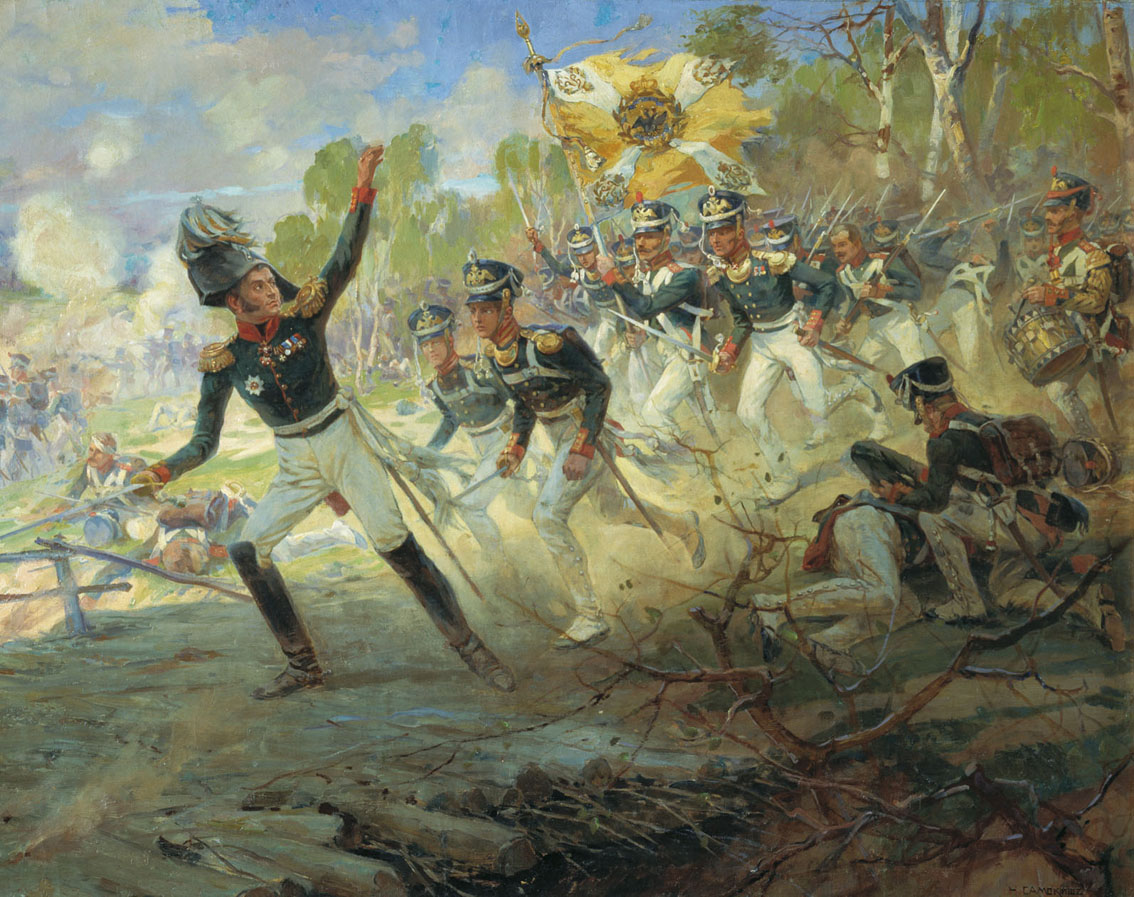
Nikolay Samokish: Der Mut des Generals Rajewski in der Schlacht (Gemälde 1912)

Während „Mut“ (lateinisch audacia) durch das Charaktermerkmal Wagnisbereitschaft bestimmt wird, kennzeichnet sich die Kardinaltugend „Tapferkeit“ (lateinisch fortitudo) nach Josef Pieper als Durchhaltevermögen, als Standhaftigkeit in schwierigen Situationen. Mut stellt nach Warwitz eine „Initiativkraft“, Tapferkeit eine „Dulderkraft“ dar. Beide etablieren sich nicht in einer (Wunsch-)Vorstellung von sich selbst oder anderen, sondern müssen sich in einer realen Situation im konkreten Einsatz gegen Widerstände oder Gefahren beweisen: Mut (= Wagemut) beweist der Extremsportler, Grenzgänger, Kämpfer, Soldat, wenn er bereit ist, sich in eine gefährliche Situation hineinzubegeben. Tapferkeit beweist er, wenn er bereit ist, die Situation trotz Fehlschlägen, Verletzung, Niederlagen mit Leidensbereitschaft und Siegeswillen bis zum erhofften Erfolg auch durchzustehen. Während im Altgriechischen, etwa bei Aristoteles, noch eine speziell den Mann auszeichnende Tugend undifferenziert unter dem Begriff ἀνδρεία / andreia (wörtlich Mannhaftigkeit) gefasst wird, findet sich im Altlateinischen neben der gleichsinnigen Bezeichnung „virtus“ (wörtlich Mannhaftigkeit, Mannestugend) bereits auch eine begriffliche Trennung zwischen „audacia“ (= Mut, Kühnheit) und „fortitudo“ (= Tapferkeit), zweier unterscheidbarer Eigenschaften, wie sie sich in der differenzierteren deutschen Sprachgebung in den Begriffen Mut und Tapferkeit widerspiegeln.

## Mut als Emanzipation
In seinen Episteln verwendet der römische Dichter Horaz die Redewendung sapere aude (wörtlich übersetzt: „Wage es, weise zu sein!“).
Der deutsche Philosoph Immanuel Kant greift sie 1784 auf und übersetzt sie in der Formulierung „Habe den Muth, dich deines eigenen Verstandes zu bedienen!“, um den Leitgedanken der Aufklärung allgemeinverständlich zu erläutern: „Aufklärung ist der Ausgang des Menschen aus seiner selbst verschuldeten Unmündigkeit“. Kant sieht die Ursachen für diese selbst verschuldete Unmündigkeit in „Feigheit und Faulheit“ sowie in einem „Mangel an Entschlusskraft und Mut, sich aus der Bevormundung durch andere zu befreien“. Es ist nach Kant zudem für viele Menschen bequemer, andere für sich denken und handeln zu lassen und sich damit auch der Verantwortung für ein eventuelles Scheitern zu entziehen.

## Mut als Zivilcourage
Im Gegensatz zum militärischen Mut in Kriegssituationen kennzeichnet die sogenannte Zivilcourage eine Persönlichkeit, die bereit ist, sich in ihrem alltäglichen bürgerlichen Umfeld für die Durchsetzung von Gerechtigkeit und sozialen Normen einzusetzen, auch wenn dies unangenehm oder sogar für die eigene Unversehrtheit problematisch sein könnte.
Es handelt sich um ein sozialethisches Verhalten aufgrund von Wertüberzeugungen, das am eindrucksvollsten sichtbar wird, wenn die Integrität einer anderen Person, die Menschenwürde oder Menschenrechte bedroht werden und ein entsprechender Eingriff durch einen mutigen Mitmenschen notwendig wird.

## Mut als Lernziel
Die Eigenschaft Mut und ihre Umsetzung in mutiges Verhalten sind individuell unterschiedlich angelegt und nicht für alle Lebensfelder und Situationen gleichermaßen abrufbar. Beide aber sind erlernbar und als Merkmal einer ausgereiften Persönlichkeit wie für ein selbstbestimmtes Leben erforderlich. Vor allem dynamische Kinder und Jugendliche tendieren von sich aus dazu, ihr diesbezüglich bereits vorhandenes Potenzial in Mutproben zu testen.
Sinnvolle Mutproben sind nach den Erkenntnissen der Entwicklungspsychologie keine kindischen Spielereien und unnütze Gefährdungen. Sie tragen vielmehr wesentlich zur Formung der Persönlichkeit, zur stringenten Verfolgung eigener Lebensziele auch gegen Widerstände und zu einem selbstbewussten Auftreten in Bedrohungslagen und Konfliktsituationen in Öffentlichkeit und Beruf bei.

## Heutige Bedeutung und Umfeld
Mut in einer Situation zu zeigen, muss sich nicht zwingend auf etwas tatsächlich Gefährliches beziehen. Wer vor Situationen Angst hat, die objektiv nicht gefährlich sind (etwa aufgrund einer Phobie), verhält sich insofern mutig, als er sich ihnen trotz seiner Phobie stellt. Vor einer gefährlichen Situation keine Angst zu haben, wird ebenfalls gelegentlich als Mut bezeichnet, obwohl dies auch ein Zeichen von Erfahrung (Sicherheit, die Situation bewältigen zu können) oder auch von Naivität (das Gefahrenpotenzial wird gar nicht erkannt) sein kann.
Ähnliches wie „Mut“ umschreiben die Wörter Kühnheit, Bravour (besonders für soldatischen Mut) und Zivilcourage sowie umgangssprachlich Traute (berlinerisch) und Schneid (bairisch-österreichisch). Tapferkeit betont im Unterschied zum Mut eher die Charakterstärke, unter widrigen Umständen auszuharren.
 Verschiedene (Zerr-)Formen von Mut sind negativ konnotiert (Übermut, Hochmut, Leichtsinn). Dies gilt vor allem, wenn der Mut einer unwürdigen Sache dient bzw. sich in destruktivem Verhalten äußert.
Gegenbegriffe zum Mut sind Zaghaftigkeit oder – moralisch noch abwertender – Feigheit, Innerer Schweinehund (vulgo). Wird aber der Mut verurteilt (Dreistheit, Tollkühnheit, Mutwillen), so wird sein Gegenteil gern als Besonnenheit gelobt. (Kein Gegenbegriff ist Unmut, was „Ungehaltenheit“ bedeutet.) 
Diente ursprünglich Mut dem Erreichen eines Zieles (etwa dem Überleben oder einem höheren Ansehen), so ist in einer relativ bedrohungsfreien Gesellschaft das Eingehen eines Risikos und das bloße Zurschaustellen von Mut oft ein Akt der Identitätsfindung, der Abgrenzung vom Normalbürger oder der Erhöhung des Sex-Appeals.
Nach Ansicht des Schweizer Fachpsychologen für Psychotherapie Andreas Dick besteht Mut aus folgenden Komponenten:
1. eine Gefahr, ein Risiko oder eine Widerwärtigkeit auf sich nehmen bzw. eine Sicherheit oder Annehmlichkeit opfern, was möglicherweise den Tod, körperliche Verletzung, soziale Ächtung oder emotionale Entbehrungen zur Folge haben kann;
2. eine mit Klugheit und Besonnenheit gewonnene Erkenntnis darüber, was in einem bestimmten Moment richtig und was falsch ist;
3. Hoffnung und Zuversicht auf einen glücklichen, sinnvollen Ausgang;
4. ein freier Willensentschluss;
5. ein Motiv, das auf der Liebe beruht.

Als Grundformen des Mutes lassen sich dabei unterscheiden:
- physischer Mut, dessen Gefahr in einer möglichen Schädigung von Leib und Leben besteht;
- moralischer oder sozialer Mut, dessen Gefahr in einer möglichen sozialen Ausgrenzung besteht;
- psychologischer oder existenzieller Mut, dessen Gefahr in einer möglichen Destabilisierung der Persönlichkeit besteht.

## Ermutigung
Unter Ermutigung ist Mut machen durch andere zu verstehen (durch Zureden, Gesten, Mimik), aber auch Mut durch eigenes Verhalten bekommen, wenn man den Erfolg erkennt, nachdem man etwas gewagt hat. Letzteres wäre eine Selbstbestätigung (Selbstverstärkung; siehe Lernen).

### Formen
Ermutigungen werden in vielfältiger Form erteilt. Bei den Gesten ist die verbreitetste das sogenannte Schulterklopfen. Bei Sportlern sind Zurufe oder Applaus Möglichkeiten, die Energien freizusetzen, um den Wettkampf zu bestehen. Bei verzweifelnden Menschen, die den Mut verloren haben, ein Unglück zu schultern, ist eine Ermutigung in Form von Zu- oder Ansprache angebracht, jedoch kein Allheilmittel. Hier ist die Telefonseelsorge einzuordnen.
In der Pädagogik ist die Ermutigung eine bedeutende Maßnahme, um Kinder aufzufordern, bestimmte Erfahrungen zu machen, damit weitere Lernprozesse in Gang gesetzt werden und um die Lernmotivation zu stärken (siehe dazu R. & A. Tausch: Erziehungspsychologie). Ermutigung ist eine grundlegende, die gesamte Persönlichkeit betreffende Maßnahme.

### Historische und aktuelle Beispiele
Eine der bekanntesten Ermutigungsreden von Soldaten vor einer Schlacht stammt aus der Feder von William Shakespeare in seinem Stück Henry V, die als St.-Crispins-Tag-Rede  vor der Schlacht von Azincourt (25. Oktober 1415) bekannt ist. Aber auch andere Ermutigungsreden vor einem Kampf sind legendär, wie z. B. die Ansprache Napoleons vor der Schlacht bei den Pyramiden 1798.
Die Aufforderung sapere aude wird in der Beantwortung der Frage: Was ist Aufklärung? von Kant zum Wahlspruch der Epoche: „Habe den Muth, dich deines eigenen Verstandes zu bedienen!“ Aufklärung im Sinne Immanuel Kants ist Ermutigung zu selbstständigem Denken in Überwindung von Faulheit und Feigheit.
Bekannt ist auch das Lied Ermutigung von Wolf Biermann, das 1974 erstmals veröffentlicht wurde und in dem er, nachdem er in die DDR nach seiner Ausweisung nicht mehr einreisen durfte, Verse dichtete, die seinen Freunden dort Mut machen sollten. Die Verse wurden auch teilweise von der westdeutschen Anti-Atomkraft-Bewegung dazu benutzt, die Moral der Anhänger zu stärken.

## Sprichwörter
Im 19. Jahrhundert hat Karl Friedrich Wilhelm Wander in seinem fünfbändigen Werk Deutsches Sprichwörter-Lexikon (Wanders Deutsches Sprichwörter-Lexikon) unter dem Stichwort Muth (und weiteren damit zusammengesetzten Wörtern) knapp zweihundert deutsche Sprichwörter gesammelt.